# École Rodenbach
L'école communale no 4 de Forest, dite « école Rodenbach », est une école de style Art nouveau édifiée par l'architecte Henri Jacobs aux numéros 37 et 39 de la rue Rodenbach à Forest, Bruxelles.

## Historique
À la suite de l'urbanisation du quartier, de l'accroissement de la population ouvrière et de la construction de logements sociaux la commune de Forest décide en 1905 de construire une nouvelle école à la rue Rodenbach dans le quartier Berkendael,.
Elle en confie la réalisation à Henri Jacobs, protagoniste de l'Art nouveau à Bruxelles qui fut l'auteur d'une quinzaine d'écoles dans la région bruxelloise et qui « conçoit ici deux bâtiments assez classiques répondant aux critères modernes en matière d'hygiène et d'éducation ».
L'école est inaugurée en 1911.
Elle est achetée à la commune en 1990 par l'École en Couleurs, une école libre et laïque qui applique la pédagogie d'Ovide Decroly,.

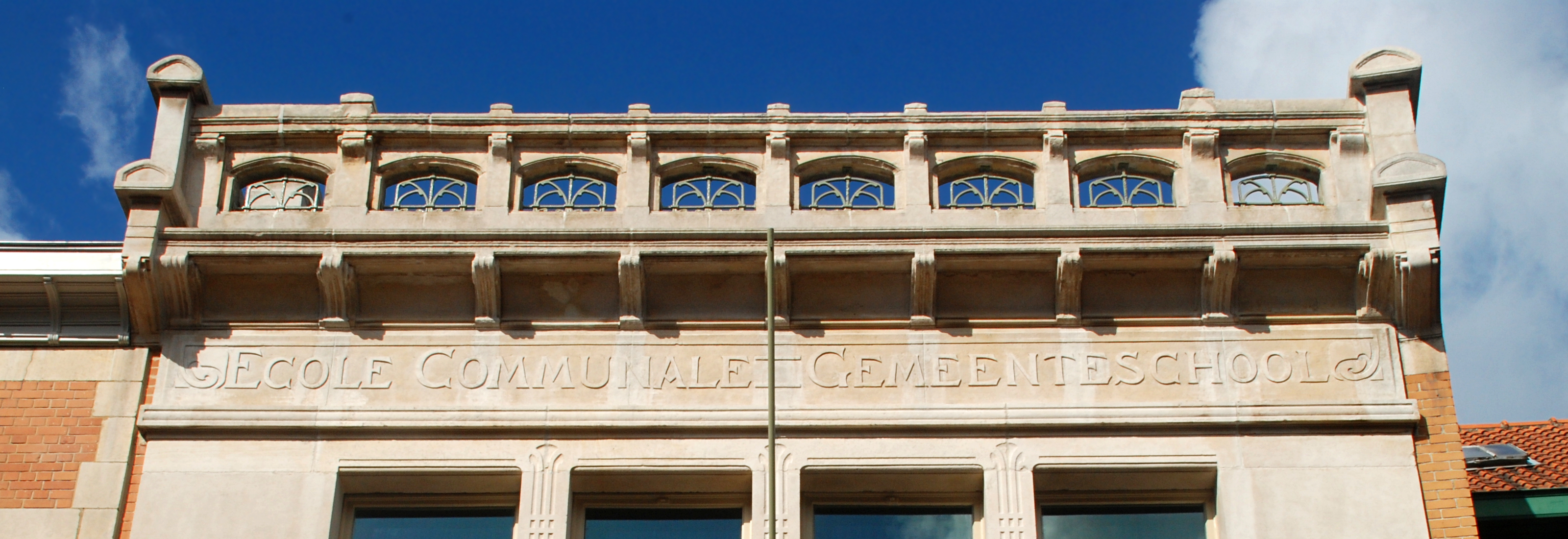
Le sommet de la façade avec la mention « École communale - Gemeenteschool », la corniche et le parapet de pierre.

## Architecture
L'école Rodenbach se compose en fait de deux bâtiments : d'un côté l'école proprement dite, au no 37, et de l'autre, l'ancienne habitation du directeur, au no 39.
Les deux façades offrent un contraste marqué, la façade de l'école étant édifiée entièrement en pierre blanche alors que celle de l'habitation du directeur présente une belle polychromie qui résulte de la combinaison de la brique orange et de la pierre blanche, polychromie renforcée par la présence sous le balcon de sgraffites très colorés.

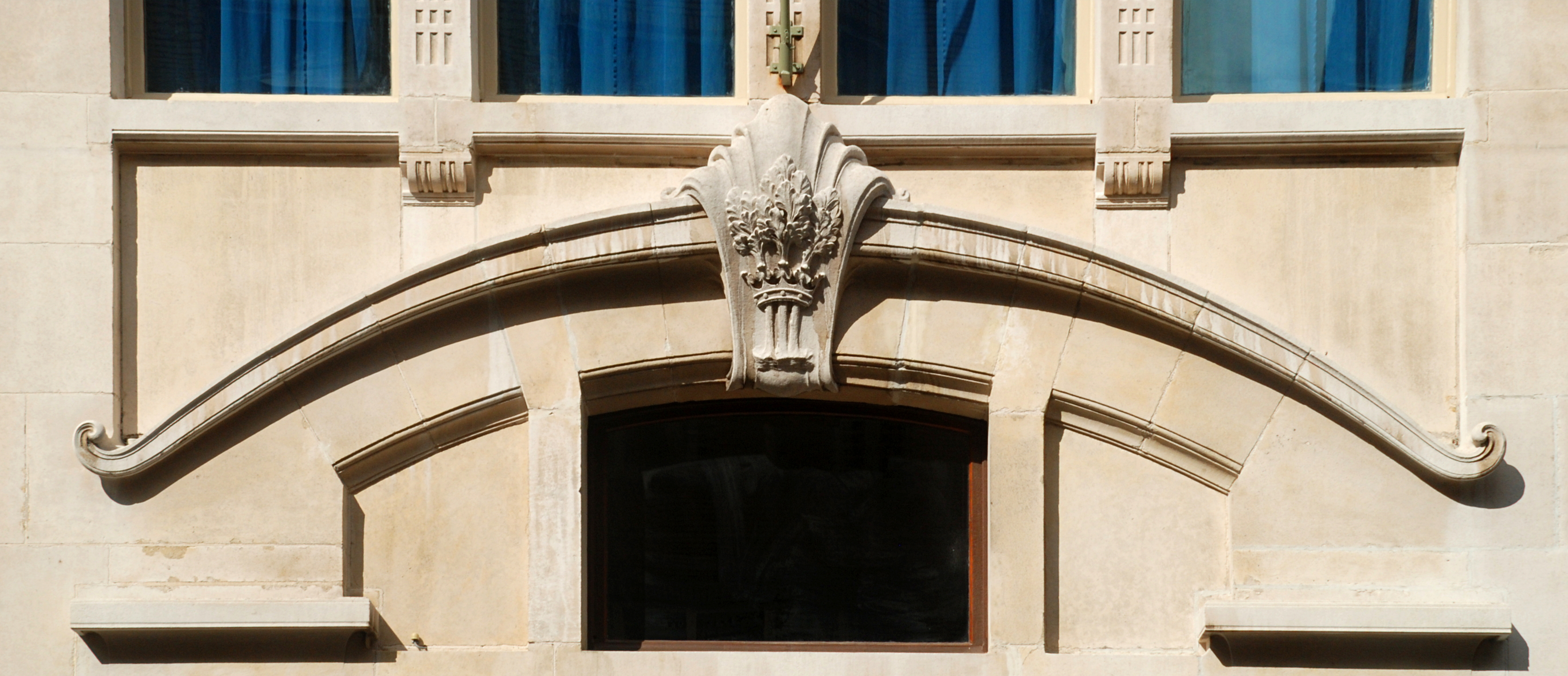
Le grand larmier sculpté et le fleuron décoré des armoiries de Forest.

### La façade de l'école
La façade de l'école (no 37) présente un soubassement de pierre bleue et une élévation en pierre blanche de très belle facture, à l'appareil très soigné.
Encadrée de deux fenêtres rectangulaires, la porte d'entrée en bois massif présente deux battants dont chacun est orné de belles ferronneries Art nouveau.
Elle est surmontée d'un triplet de baies et d'un grand larmier sculpté très décoratif, qui constitue le principal ornement de la façade et relève de l'Art nouveau floral. Cet arc est orné en son centre d'un grand fleuron décoré des armoiries de Forest (arbres enserrés par une couronne, symbolisant la forêt protégée par le duc de Brabant).
La façade du premier étage présente un ensemble de quatre grandes baies rectangulaires séparées par d'élégants motifs sculptés plutôt typiques de l'Art nouveau géométrique.
La façade se termine par un entablement dont l'architrave porte la mention « École communale - Gemeenteschool » et dont la corniche supporte un élégant parapet de pierre ajourée.
|  |  |  |

### La façade de l'habitation du directeur
L'ancienne habitation du directeur présente une façade toute différente, marquée par une polychromie obtenue par la combinaison de la brique orange et de la pierre blanche, polychromie renforcée par la présence sous le balcon de sgraffites mêlant des teintes blanches, rouges, orange et or.
Cette façade présente un soubassement de pierre bleue et une élévation de trois travées réalisée en briques orange, la pierre blanche étant utilisée pour réaliser des bandes horizontales, le couronnement des fenêtres ainsi qu'un chaînage d'angle (à gauche).
Le premier étage est orné d'un balcon en fer forgé supporté par cinq élégantes consoles Art nouveau entre lesquelles prennent place de beaux sgraffites aux motifs floraux stylisés.
Cet étage est surmonté d'une lucarne passante dont les piédroits en pierre de taille portent un entablement surmonté de pinacles de style Art nouveau géométrique.
|  |  |